# Arvenza Uno
Arvenza Uno es una localidad del estado mexicano de Chiapas. Es parte del municipio de Chamula.

## Demografía
| Gráfica de evolución demográfica |
|                                  |

| Censo | Población |
| ----- | --------- |
| 1990  | 595       |
| 2000  | 619       |
| 2010  | 1 107     |
| 2020  | 1 980     |